# Saint-Sorlin-en-Bugey
Saint-Sorlin-en-Bugey ist eine französische Gemeinde mit 1.140 Einwohnern (Stand: 1. Januar 2022) im Département Ain in der Region Auvergne-Rhône-Alpes. Sie gehört zum Arrondissement Belley, zum Kanton Lagnieu und zum Gemeindeverband Plaine de l’Ain. Die Einwohner werden Saint-Sorlinois genannt.

## Geografie
Saint-Sorlin-en-Bugey liegt etwa 44 Kilometer ostnordöstlich von Lyon an den Berghängen des Bugey an der Rhône, die hier die Grenze zum Département Isère markiert. Umgeben wird Saint-Sorlin-en-Bugey von den Nachbargemeinden von Lagnieu im Westen und Norden, Vaux-en-Bugey im Norden, Souclin im Osten, Sault-Brénaz im Südosten sowie Vertrieu im Süden. Durch die Gemeinde führt die frühere Route nationale 75 (heutige D122 bzw. D1075).

## Bevölkerungsentwicklung
| Jahr                       | 1962 | 1968 | 1975 | 1982 | 1990 | 1999 | 2010 | 2021 |
| Einwohner                  | 525  | 556  | 629  | 690  | 832  | 939  | 1061 | 1125 |
| Quellen: Cassini und INSEE |      |      |      |      |      |      |      |      |

## Sehenswürdigkeiten
- Kirche Sainte-Marie-Madeleine
- Burgruine von Le Cuchet aus dem 13. Jahrhundert
- Burgruine Saint-Sorlin, Anfang des 12. Jahrhunderts erbaut

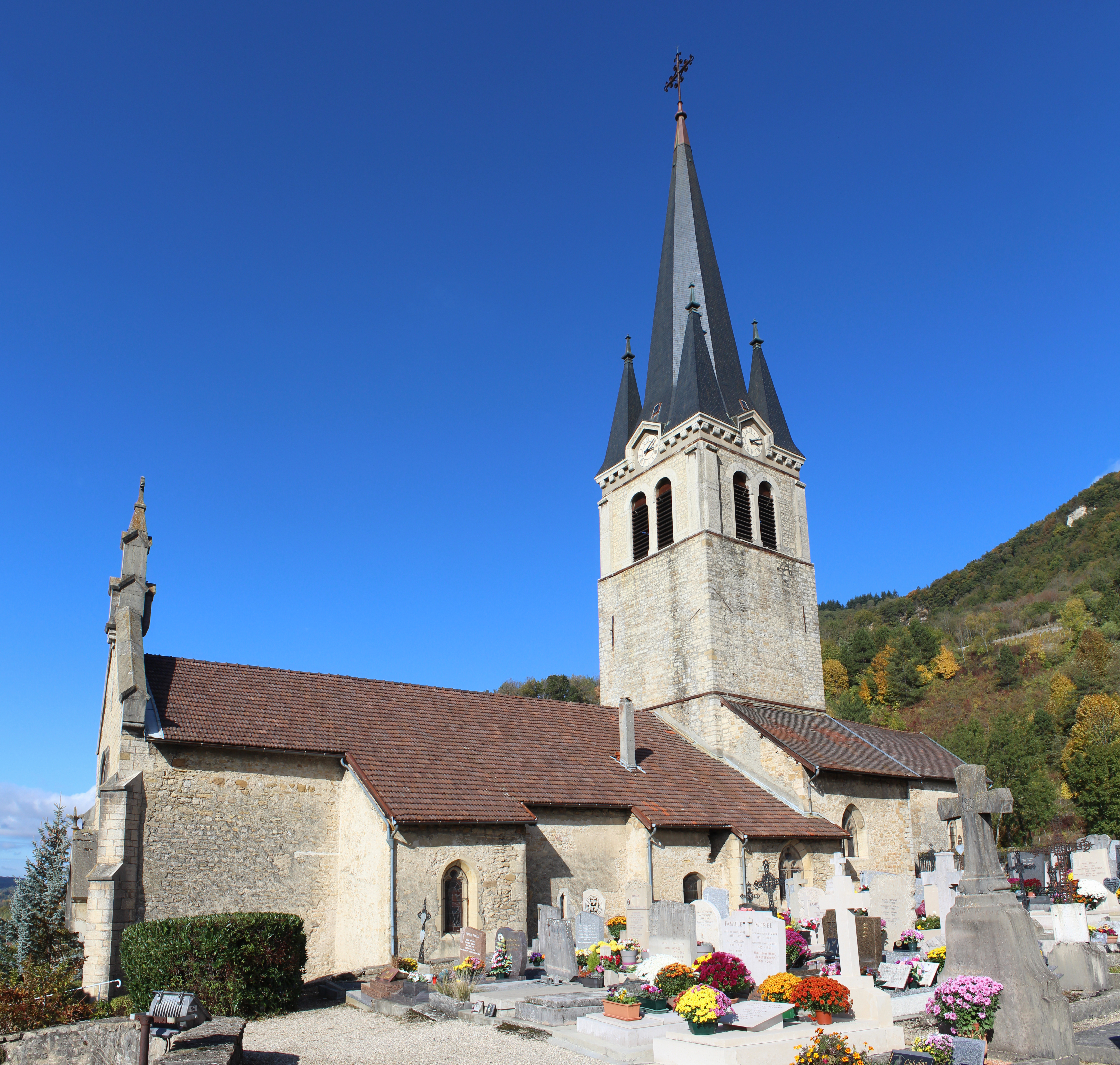
Kirche Sainte-Marie-Madeleine
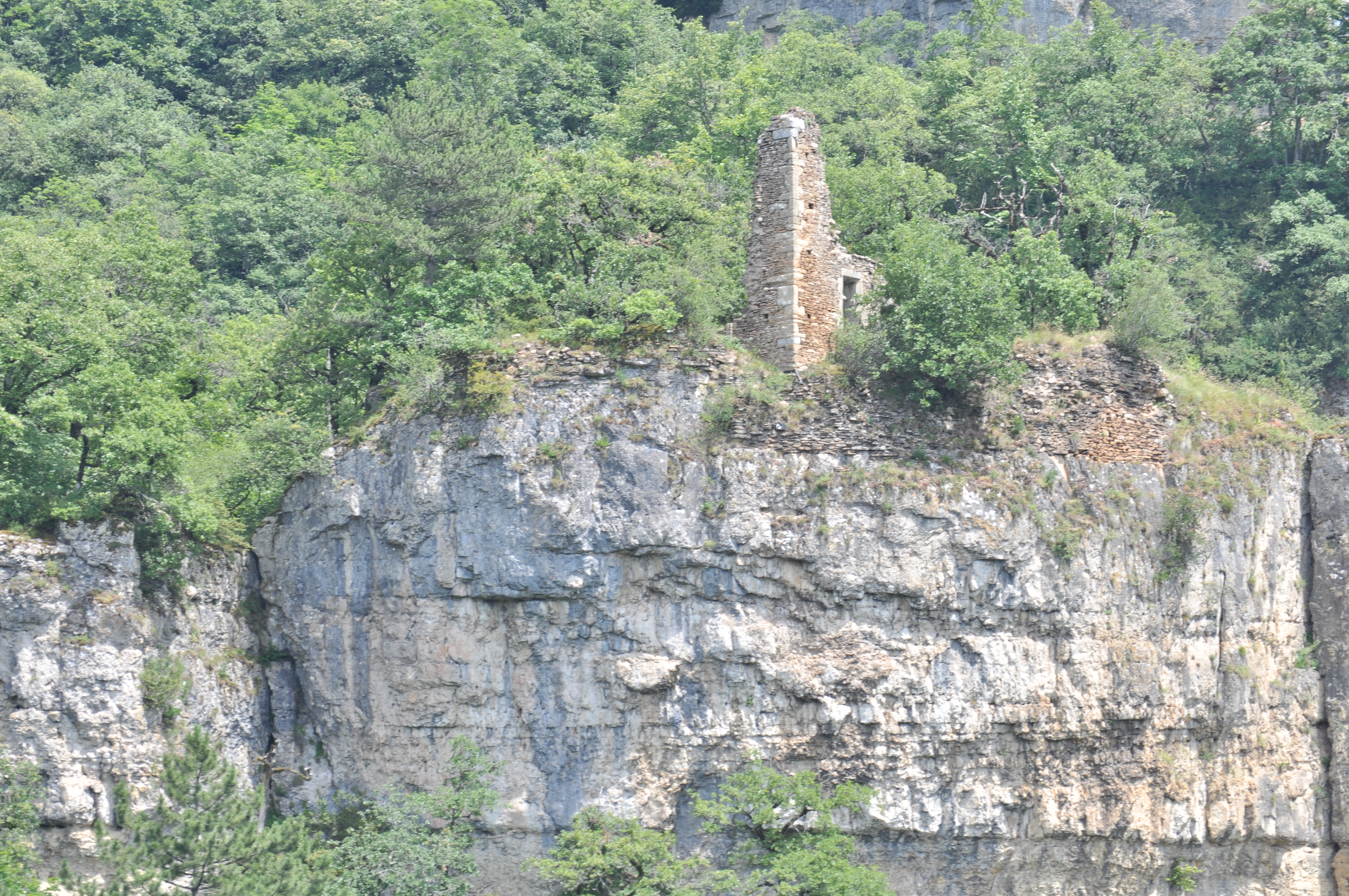
Burgruine Le Cuchet
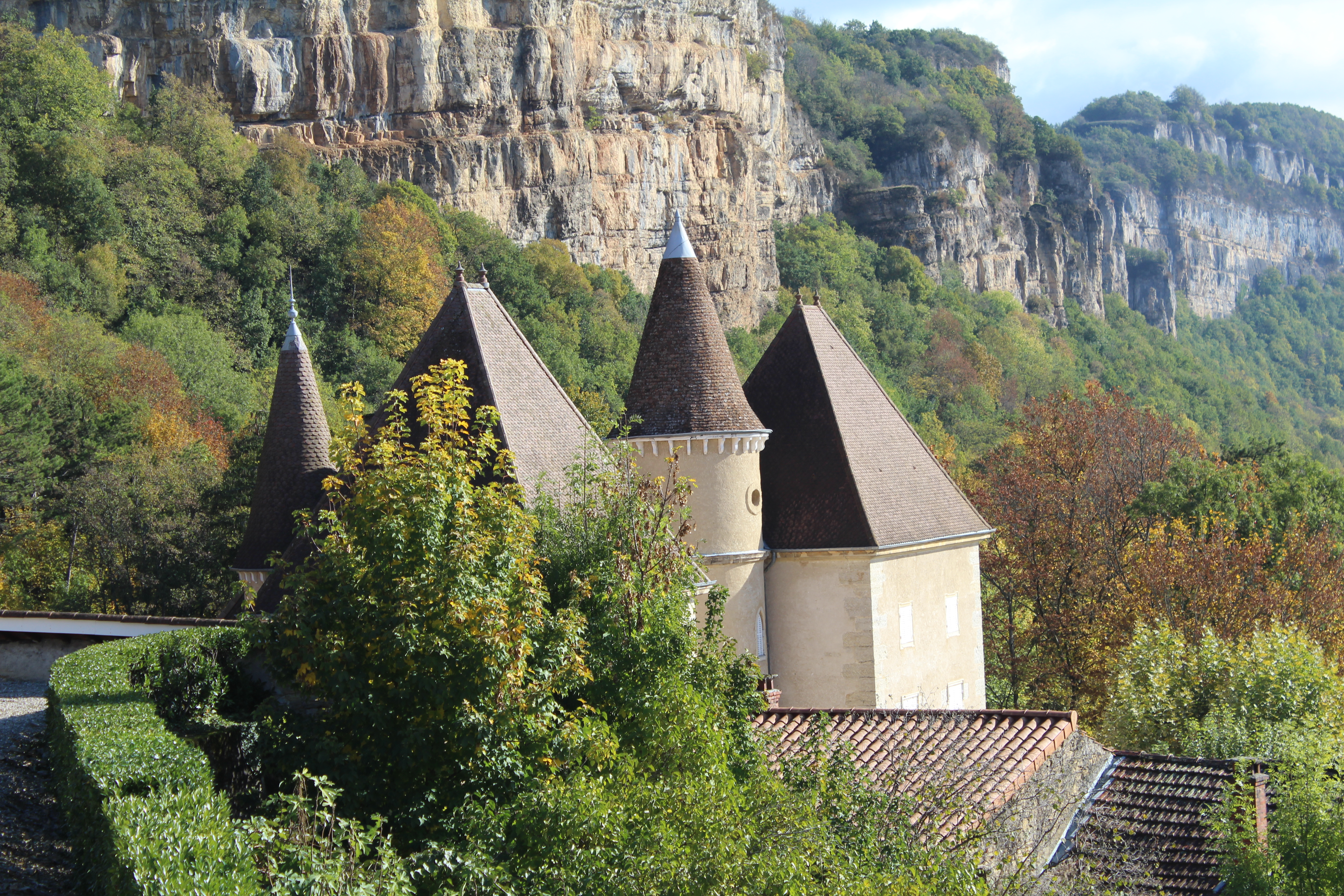
Burgruine Saint-Sorlin
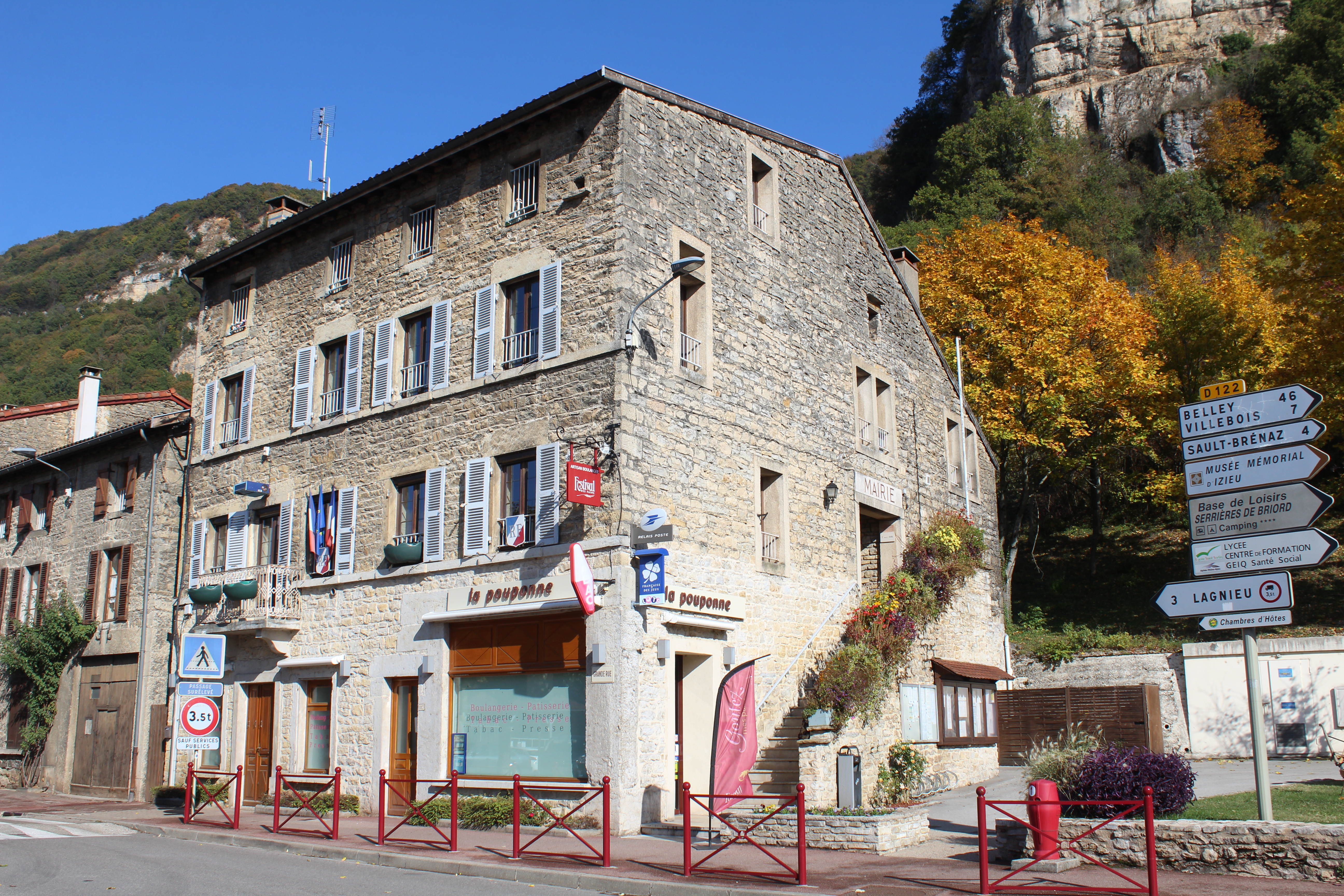
Rathaus (mairie)
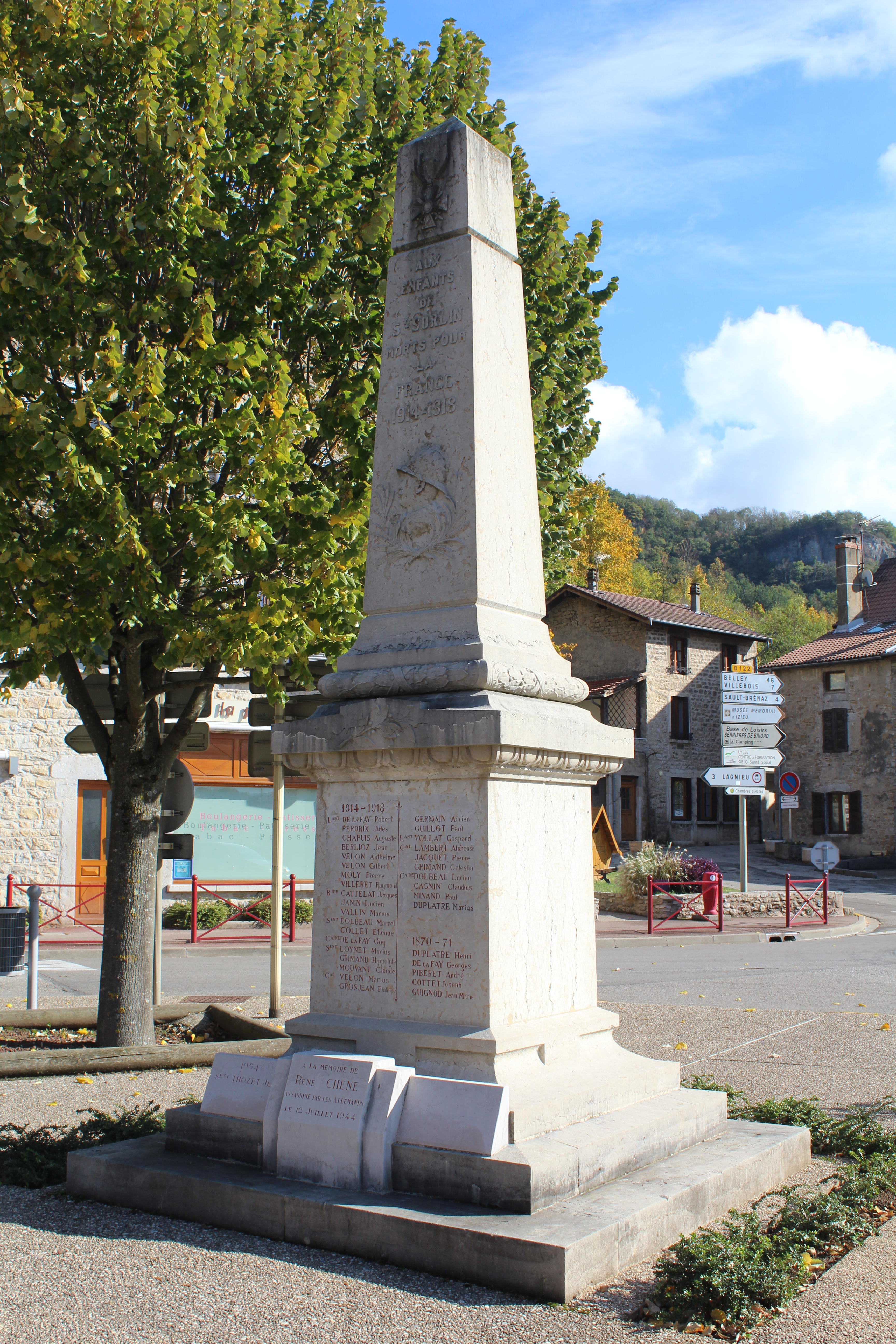
Gefallenendenkmal